# Lokvarka (špilja)
Špilja Lokvarka smještena je neposredno uz autocestu Zagreb–Rijeka, oko 2 km istočno od centra naselja Lokve, na jugoistočnim padinama brda Kameni vrh (906 m) na 760 m nadmorske visine.
Od županijskog središta, grada Rijeke, udaljena je 25 km, a od Delnica svega 5 km.
Lokvarka je zakonom zaštićena u kategoriji geomorfološkog spomenika prirode, i njom upravlja Javna ustanova Priroda.

## Opis
Lokvarka je po postanku zapravo kaverna, špiljski objekt bez prirodnog ulaza, čiji je otvor probijen tek u 20. stoljeću. Sastoji se od 6 etaža, od čega su prve 4 uređene za posjetitelje. Špiljski kanali nastali su u debelim slojevima jurskih vapnenaca. Otvor špilje okrenut je u pravcu juga. Prema dosadašnjim istraživanjima špilja Lokvarka dužine je 1.179 m te dubine oko 275 m.
Najdublji je turistički uređen speleološki objekt u Hrvatskoj, u kojem turisti mogu dosegnuti od ulaza do dna turistički uređena dijela oko 75 m dubine.

## Povijest
Špilju je otkrio trgovac Jakov Bolf (Talijanetov) iz Lokava 1911. godine prilikom kopanja kamena vapnenca za proizvodnju vapna. Već 1912. godine proširen je ulaz i postavljena su 3 stepeništa i 1 most, te je tada prvi put uređena za posjetitelje.
1912. godine kreću i prva geološka i biospeleološka istraživanja. Iste godine Josip Poljak objavljuje prvi članak o špilji, njezin nacrt te prve poznate fotografije snimljene duboko u nekom speleološkom objektu u Hrvatskoj. U radu Pećine okoliša lokvarskog i karlovačkog iz 1913. Poljak opširnije opisuje Lokvarku. Prilikom istraživanja prikuplja se i špiljska fauna, a prikupljeni biološki materijal čuveni češki biospeleolog Karel Absolon uvodi u svoju kolekciju Biospeleologica Balcanica.
S vremenom su drvene stube i mostovi popustili, pa je 1935. špilja ponovno uređena za turističke posjete i u njoj je po prvi put postavljena električna rasvjeta.
Najsustavnija fizička speleološka istraživanja provode 1953. članovi SO HPD Željezničar, koji otkrivaju i istražuju 5., tzv. Djevičansku etažu, kao i nekoliko manjih sporednih špiljskih kanala u turističkom dijelu.
Konzervatorski zavod za zaštitu prirode 1957. postavlja željezna vrata na ulaz Lokvarke, a na osnovi iznimnih geomorfoloških vrijednosti špilja Lokvarka proglašena je geomorfološkim spomenikom prirode 1961. Zbog dotrajalih instalacija špilja je 1962. po treći put uređena za turističke posjete.
U rujnu 1996. Gordan Polić i Roman Ozimec započinju sustavna istraživanja Lokvarke, koja traju do danas. Već prilikom prvog istraživanja, u rujnu 1996., prikupljaju biološki materijal u Djevičanskoj etaži i nalaze prvi primjerak do tada nepoznata endemičnog roda Croatodirus. Vrsta je opisana 2004. pod imenom Croatodirus ozimeci, a do sada je ovaj endemični troglobiontni podzemljar (Fam. Cholevinae, tribus Leptodirini) pronađen samo u Lokvarci i to jedan jedini primjerak. Prilikom daljnjih istraživanja, zbog proloma oblaka i intenzivna protoka vode, istraživači otkrivaju uzak vertikalni nastavak u 5. etaži. Kroz taj vertikalni kanal, nakon višekratna klesanja i miniranja, se 1998. probijaju u aktivnu 6., tzv. Gordanovu etažu, u kojoj postoji stalan vodeni tok, ustvari ponor rječice Lokvarke, a koja je smještena 275 metara dublje od ulaza.

## Geologija i hidrologija
Špilja je nastala korozivnim djelovanjem vode duž pukotine u smjeru jugozapada u doba diluvija (pleistocena), odnosno perioda izmjene ledenih doba na Zemlji, koji je započeo prije oko 2 milijuna godina, a završio prije oko 100.000 godina. Najvjerojatnije je voda s Lokvarskog polja nekada ponirala na sadašnjem ulazu u špilju. Kada se razina polja spustila, i voda se spustila niže te je započela ponirati u današnji ponor Lokvarke, smješten na sjevernom rubu Lokvarskog polja. U gornjim etažama, koje su izgubile aktivnu ponornu funkciju, počelo je taloženje sigovine iz vode cijednice.
Josip Poljak starost je sigastih ukrasa procijenio na oko 20.000 godina, na osnovi vremena potrebna za formiranje stupa u glavnoj dvorani, ali naglašava da je starost same špilje Lokvarke mnogo veća.
Špilja Lokvarka smještena je na mjestu presijecanja dva značajna rasjeda, delničkog rasjeda i rasjeda Debele lipe.

## Mikroklimatski uvjeti
Osim u području ulaza gdje temperatura i vlaga variraju ovisno o godišnjim dobima, temperature tla, zraka i vode špilje Lokvarke kreću se od 7,6 do 8,2ºC uz relativnu vlagu zraka od 100%. Temperatura vode i zraka u najnižoj etaži također variraju ovisno o godišnjem dobu, prvenstveno zbog relativno kratkog podzemnog toka vode od lokvarskog ponora do dolaznog sifona u Gordanovu dvoranu, i kreće se u rasponu od 7,7 do 9,6ºC.

## Fauna
Do sada je od faune špilje Lokvarke utvrđeno oko 25 pravih špiljskih organizama (troglobionata) te desetak uvjetno špiljskih organizama (troglofila). Najzastupljeniji su kornjaši. Većina organizama pronađenih u špilji endemični su za Hrvatsku, a ozimčev podzemljar (Croatodirus ozimeci) do sada je pronađen samo u Lokvarki.
Od kralješnjaka su za špilju Lokvarku iz skupine šišmiša (Chiroptera) zabilježeni veliki potkovnjak (Rhinolophus ferrumequinum) i mali potkovnjak (Rhinolophus hipposideros), a u zadnjoj etaži u vodenom toku iz skupine riba (Pisces) dugina ili kalifornijska pastrva (Oncorhynchus mykiss).

## Zanimljivosti
Za vrijeme hladnijih zimskih mjeseci (kad špilja uobičajeno nije otvorena za posjete) oblikuju se u ulaznom dijelu špilje Lokvarke ledeni stalagmiti različitih oblika – kijačasti, jajasti, stupasti, gljivasti… Posebna zanimljivost tih ledenih ukrasa je što im površina može ponekad poprimiti neobične vijugave reljefne strukture.

## Vanjske poveznice
- Gorski kotar  Arhivirana inačica izvorne stranice od 10. kolovoza 2010. (Wayback Machine)
- TZ Lokve  Arhivirana inačica izvorne stranice od 7. svibnja 2009. (Wayback Machine)
- Špilja Lokvarka na stranicama JU Priroda  Arhivirana inačica izvorne stranice od 13. prosinca 2013. (Wayback Machine)